# Интернационали БНЛ д'Италия 2014
Интернационали БНЛ д'Италия 2014 е турнир, провеждащ се в италианската столица Рим от 11 до 18 май. Това е 71–вото издание на Интернационали БНЛ д'Италия. Турнирът е част от сериите Мастърс на ATP Световен Тур 2014 и категория Висши 5 на WTA Тур 2014.

## Сингъл мъже
- Новак Джокович побеждава  Рафаел Надал с резултат 4–6, 6–3, 6–3.

## Сингъл жени
- Серина Уилямс побеждава  Сара Ерани с резултат 6–3, 6–0.

## Двойки мъже
- Даниел Нестор /  Ненад Зимонич побеждават  Робин Хаасе /  Фелисиано Лопес с резултат 6–4, 7–6(7–2).

## Двойки жени
- Квета Пешке /  Катарина Среботник побеждават  Сара Ерани /  Роберта Винчи с резултат 4–0 (отказване).